# Hamburg-Iserbrook

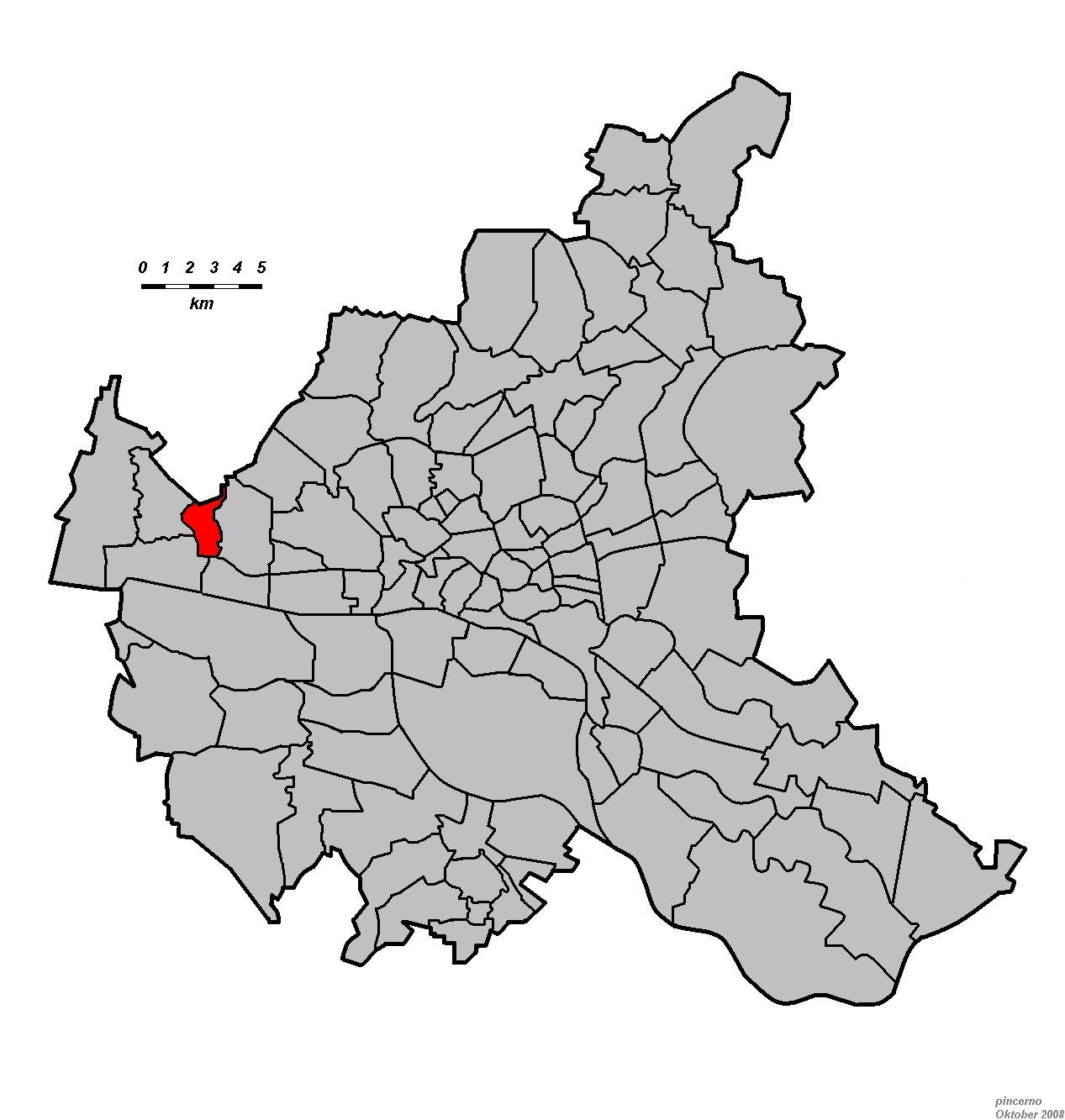
Iserbrooks läge inom Hamburg.

Hamburg-Iserbrook är en stadsdel i stadsdelsdistriktet Hamburg-Altona i den tyska staden Hamburg.
Iserbrook har aldrig varit en självständig ort, utan ligger på mark som ingick i landskommunen Dockenhuden, som 1919 gick upp i Blankenese. 1927 gick Blankenese upp i Altona/Elbe, som 1938 gick upp i Hamburg.

## Externa länkar

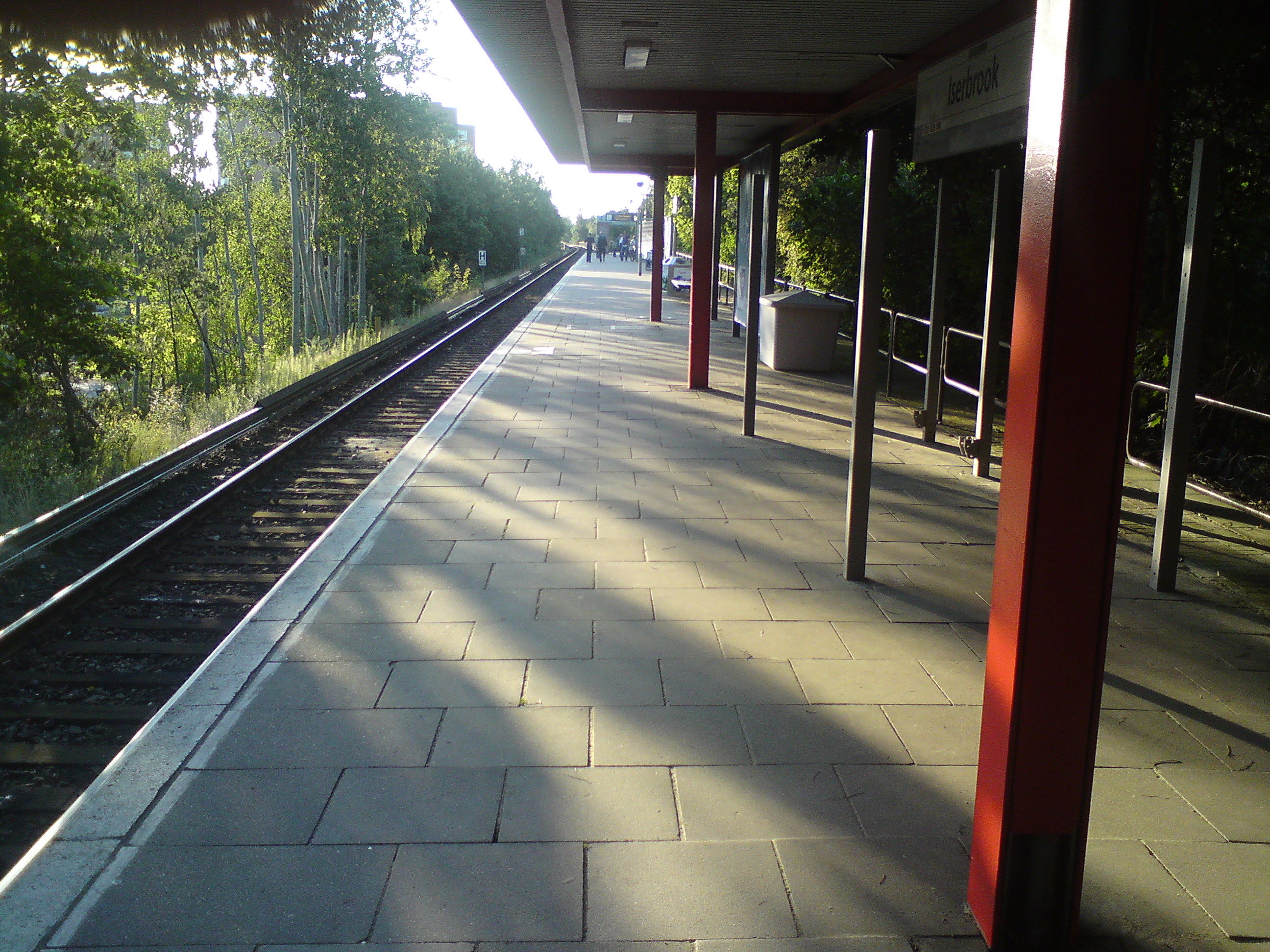
Stationen Iserbrook på S-Bahn.